# Aspidhampsonia binagwahoi
Aspidhampsonia binagwahoi là một loài bướm đêm trong họ Noctuidae.